# Enicospilus oduberi
Enicospilus oduberi là một loài tò vò trong họ Ichneumonidae.